# Carlo Cardia
Carlo Cardia (Roma, 1943) è un giurista italiano.

## Biografia
Si è laureato in giurisprudenza presso l'Università di Roma "La Sapienza" nel 1967.
Dal settembre 1976 al giugno 1979 è stato consulente giuridico-costituzionale del Presidente della Camera dei deputati partecipando anche ai lavori per la revisione del Concordato tra Italia e Santa Sede del 1984.
Insegna Diritto ecclesiastico, Diritto canonico e Diritto delle istituzioni religiose presso la facoltà di giurisprudenza dell'Università degli Studi di Roma Tre. Precedentemente ha insegnato presso le Università di Cagliari e Pisa.
È direttore del Cedir - Centro Europeo di Documentazione sulle Istituzioni Religiose.
In qualità di membro delle commissioni in materia di libertà religiosa e di rapporti con le confessioni religiose presso la Presidenza del Consiglio dei ministri è coautore della legislazione ecclesiastica italiana.
Collabora con il quotidiano Avvenire.

## Attività professionale
Ad aprile del 2010 realizza e presenta al Senato italiano uno studio sulla questione dell'esposizione del crocefisso nelle aule scolastiche e negli edifici pubblici in genere. Lo studio costituirà la base della memoria difensiva presentata dal Governo italiano in sede di ricorso contro la sentenza della Corte europea dei diritti dell'uomo con cui l'esposizione del crocifisso era stata dichiarata in violazione del diritto dei genitori a istruire i figli secondo il loro convincimento e dei bambini a credere o non credere.